# Triticum aethiopicum
 (juillet 2024).
Espèce
Triticum aethiopicum, appelé communément Ethiopian wheat, est une variété de blé apparentée à Triticum durum.